# Хронологія Новоросійська
Хронологія Новоросійська
Вважається, що перші люди оселилися в околицях Новоросійська ще в епоху палеоліту.
- VI ст. до Р. Х. — на берегах Цемеської бухти жили Синди. Їх головним заняттям було землеробство, ремесла і торгівля з греками.
- V ст. до Р. Х. — виникає держава Синдів.Микола Мик
- V ст. до Р. Х. — на місці сучасного Новоросійська виникає місто Бата. Прикордонне місто Боспорського царства зі столицею в Понтикапєї(наразі Керч). Бата — торгове грецьке місто. Торгівля головним чином зерном і рибою. Сліди античних поселень збереглися на Малій Землі, у Владимировці і Широкій Балці.
- II ст. до Р. Х. — Бата зруйнована кочовиками — аланами. Навала кочовиків призупинило розвиток цивілізації на березі Цемеської бухти. Тоді ж утворюються племена адигів. Адиги дають сучасну назву Цемеській бухті, від назви річки Цемес(«ціе» — багато комах, «мези» — ліс). Адиги були під владою хазарів, половців, монголів. Згодом витіснивши племена адигів в гори.
- XIII ст. — Цемеська бухта належить Золотій Орді. У гирлі річки Цемес побудована фортеця Батаріо. Фортецю збудували генуезці які контролювали торгові шляхи між заходом і сходом у той час. Фортеця призначалася для оборони від адигів. До наших днів не вціліла.
- 1453 — турки-османи взяли штурмом Константинопіль. Тамань і Цемеська бухта перейшли під османське кермо. Нинішня територія Новоросійська залишалася під владою османів до XVII ст.
- 1722 — османи, передбачаючи війну з Російською імперією, зміцнюють оборону чорноморського узбережжя. У районі Новоросійська побудована фортеця Суджук-Кале, її гарнізон налічував 400 яничарів.
- 1771 — росіяни заволоділи Кримом, османи зміцнюють Суджук.
- 1773 — російські війська розгромили османів в Цемеській бухті.
- 1773—1784 — Суджук головна база флоту Османської імперії.
- 1784 — османи перебралися в Анапу. Суджук втратив бойове призначення.
- 1791 — росіяни завоювали Суджук.
- 1812 — росіяни підірвали стіни фортеці після чого османи вже ніколи її не відновлювали.
- 1829 — по Андріанопольському мирному договору територія Цемеської бухти остаточно перейшла від Османської імперії до Російської імперії, фактично цю територію контролювали адиги.
- 1834 — генерал М. М. Раєвський побувавши в Кабардинці вирішує будувати в Цемеській бухті базу Чорноморського флоту.
- 1838, вересень — в Санкт-Петербурзі отримано дозвіл на будівництво укріплення.

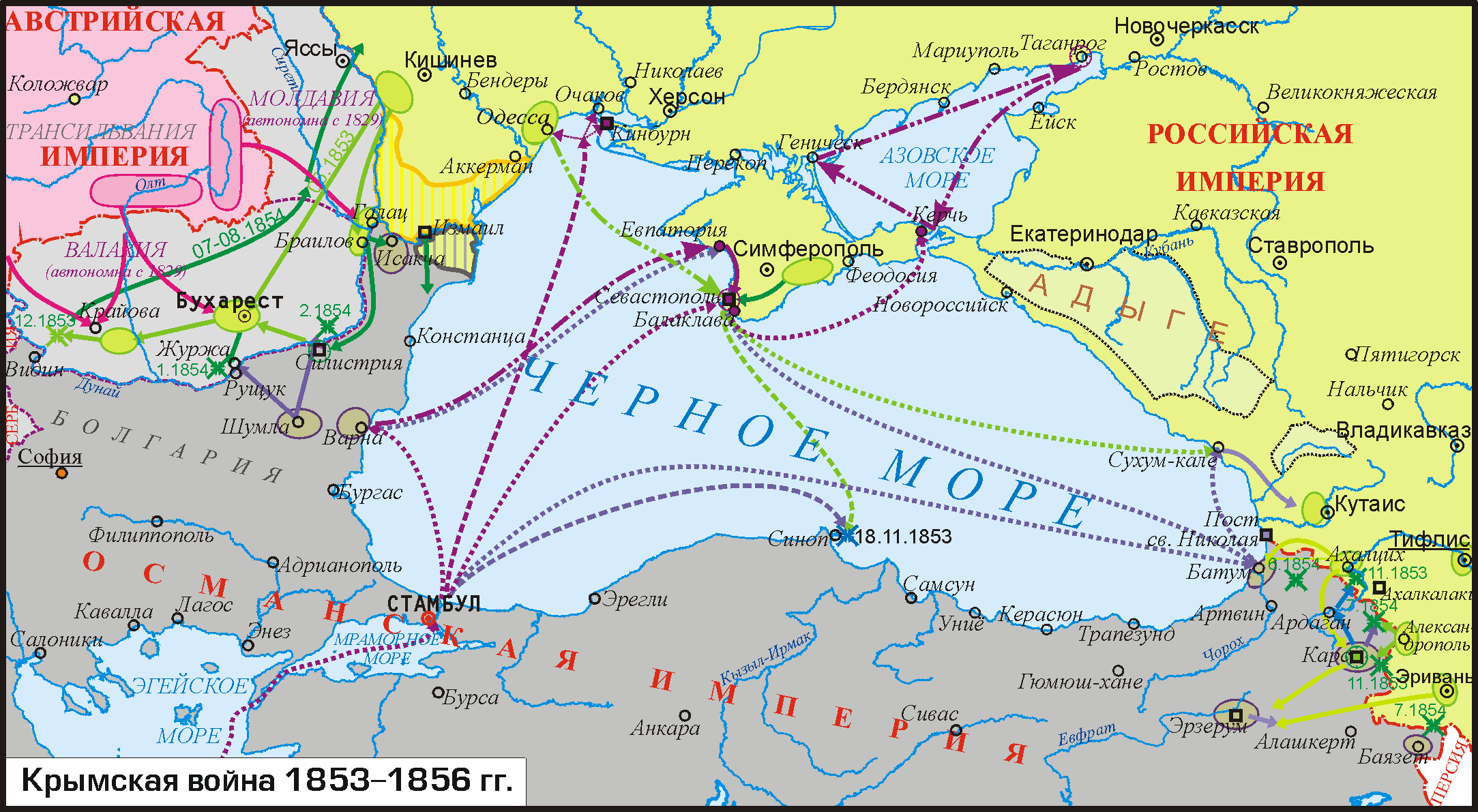
Новоросійськ під час Кримської війни світових держав проти Російської імперії та Кавказької війни Росії проти черкесів

- 1838, 12 вересня — кораблі російської ескадри ввійшли в Цемеську бухту. 5816 вояк під командуванням  Раєвського і Лазарєва висадилися на руїни османської фортеці. У Новоросійську почалося будівництво фортів і блокгаузів.
- 1839, 14 січня — військовий міністр Російської імперії видав указ про присвоєння створеному в Цемеській бухті укріпленню імені Новоросійськ.
- 1839 — контр-адмірал Л. М. Серебряков командувач берегової лінії в районі Новоросійська. Новоросійськ розвивається як торговий порт. Розпочинається торгівля з Османською імперією.
- 1846 — порт прийняв/відправив 124 судна, а в 1848 вже 547.
- 1854 — в Новоросійськ евакуйовані майже всі Чорноморські гарнізони. Новоросійськ готовий до нападу.
- 1855, початок січня — англо-французька ескадра ввійшла в бухту.
- 1855, лютий-березень — тривають спроби захопити місто, але оборона була успішною.
- 1856, 1 січня — Воронцов — командир окремого Кавказького корпусу скасував Новоросійськ як місто.
- 1858 — на місці руїн Новоросійська постало селище Костянтинівка, потім станиця Новоросійська.
- 1866, 27 вересня — Новоросійськ стає центром Чорноморського округу (Чорноморське узбережжі від Тамані до Грузії; до 1896). У місті тоді налічувалося 430 мешканців.
- 1869 — Новоросійськ має статус міста.
- 1879 — виявлені поклади цементної сировини.
- 1882 — увійшов в дію перший цементний завод.
- 1888 — в Новоросійськ прийшов перший потяг новою залізничною гілкою Новоросійськ-Єкатеринодар.
- 1893 — поруч з Новоросійським елеватором стала до ладу перша у світі електростанція трифазного струму.

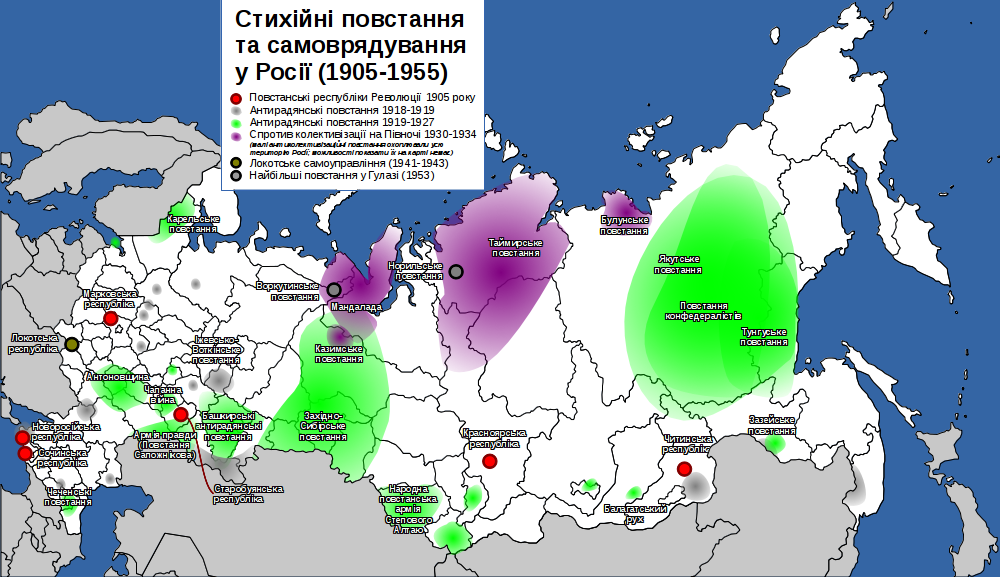
Новоросійська республіка на карті повстань у Росії

- 1905 - під час першої російської революції проголошена Новоросійська республіка.
- 1896—1920 — центр Чорноморської губернії
- 1916 — заснований музей природи і історії Новоросійська.
- 23—30 квітня 1918 в Новоросійськ виведена більша частина Чорноморського флоту з Севастополя. Німці перебуваючи в Севастополі вимагали повернути флот, що означало втратити його.
- 24 травня Ленін виніс резолюцію затопити Чорноморський флот негайно. У цей час у Новоросійську були присутні німецькі підводні човни та авіація. Німці пильно стежили за долею флоту.
- 28 травня в Новоросійськ спрямований І. І. Вахрамєєв заступник народного комісара з морських справ для виконання наказу про затопленні флоту. До 13 червня потопити флот так і не вдалося. Контрреволюційне офіцерство готувало флот до переходу до Севастополя.
- 17 червня вийшли з бухти і стали на рейд кілька судів. Ця подія послужило сигналом до затоплення залишившихся судів екіпажем. 18-19 червня Чорноморський флот був затоплений в Цемеській бухті. ([1], [2])
- 28 червня в Новоросійськ ввійшла німецько—османська ескадра. Були звільнені німецькі і австрійські військовополонені. З порту уведені майже всі транспортні й торговельні суда.
- 1918, 26 серпня — місто переходить під контроль білогвардейців й інтервентів. білогвардійці вчинили розправу над залишившимися в місті Червоноармійцями. Призначен губернатор Чорноморської губернії. Вся Кубань під владою Денікіна, у тому числі Новоросійськ. Заводи і фабрики міста зупинені.
- 1919 березень в Новоросійську починає діяти підпільний комітет РКП(б). Красноармійці ведуть активну партизанську війну. Червоні зайняли Анапу і Геленджик.
- 27 березня білогвардійці почали посадку на пароплави для евакуації. Генерал Денікін на англійському міноносці з порту Новоросійськ залишив Росію.
- серпень 1920 барон Врангель висаджує свої війська в районі Новоросійська. Після тривалих боїв десант був розбитий.
- 23-24 серпня залишки Врангелевської армії були завантаженні судна і пішли Крим.
- квітень 1930 введена в дію Новоросійська районна електростанція потужністю 22 тисячі кіловатів.
- 1937 з дна Цемеської бухти піднят затоплений в 1918 Чорноморський флот. Більшість судів повернулися у стрій.
- 1943, в ніч на 4 лютого — південніше Новоросійська, в район Мисхако (згодом «Мала земля») висадився десант моряків, який плацдарм, який утримувався 225 днів, до повного звільнення міста
- 16 вересня 1943 (див. Новоросійсько-Таманська операція 1943) — звільнення міста.
- 1986, 31 серпня — на виході з у Новоросійської бухти (в 7 миль) пасажирський пароплав «Адмірал Нахімов» зіштовхнувся з балкером «Петр Васєв» і затонув через 7—8 хвилин. У катастрофі загинуло 423 осіб.[3]